# Sénat de Savoie
Le Sénat de Savoie est une institution judiciaire dotée de privilèges dans l'administration du duché de Savoie et siégeant à Chambéry. Il a été créé par le duc de Savoie Emmanuel-Philibert à travers un édit du 12 août 1559. Son existence prend fin avec l'annexion de la Savoie à la France, en 1860.
L'édit de 1559 établit une Cour souveraine sous le nom de Sénat de Savoie. La confusion entre l'expression de Cour souveraine et de la souveraineté a probablement permis une évolution vers l'usage de Souverain Sénat de Savoie.

## Création

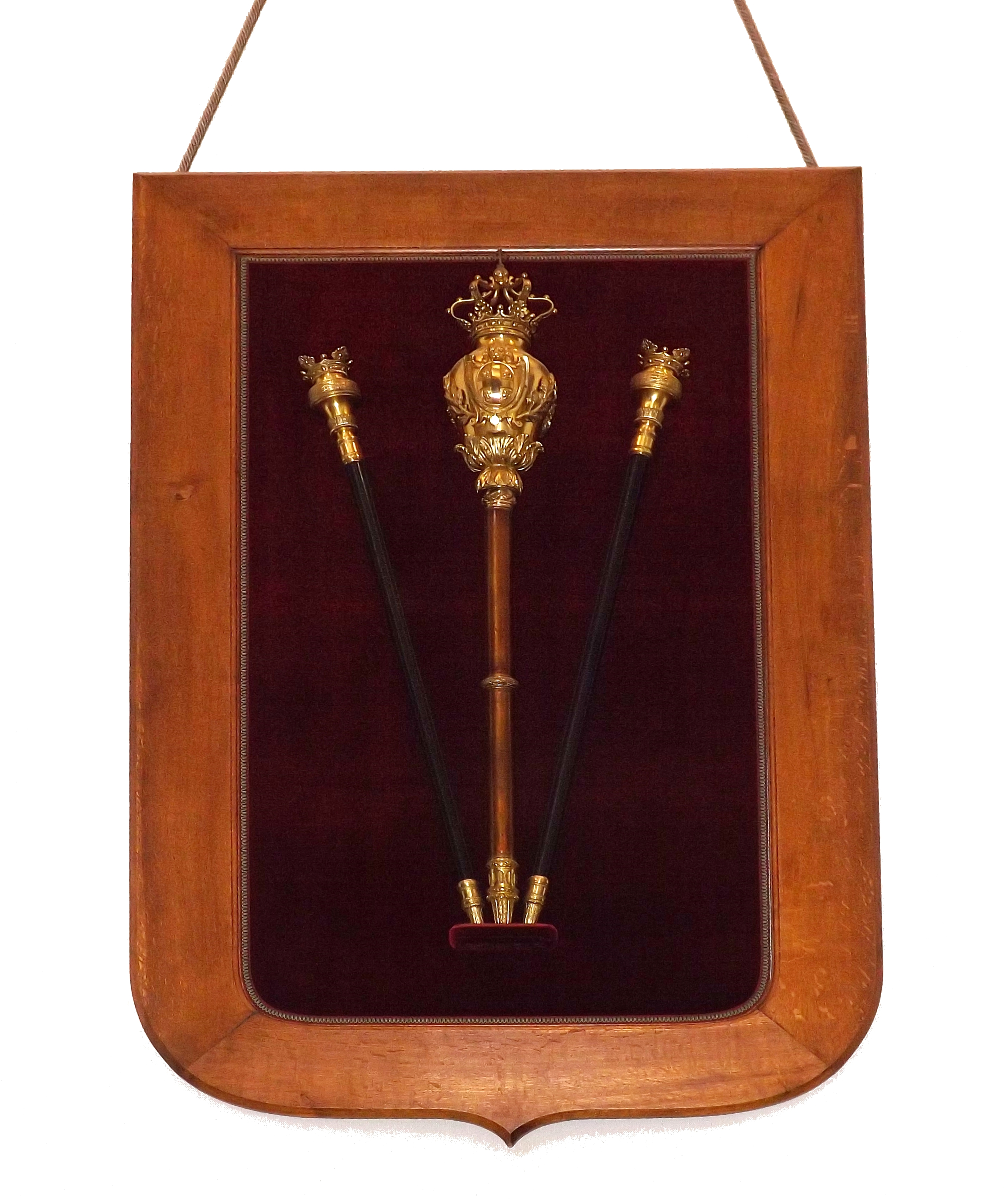
Masse et baguettes d'argent utilisées par les membres du Sénat de Savoie.

Jusqu'au XVIe siècle, la justice sur les terres de la Maison de Savoie, en deçà des Alpes, est rendue par un Conseil suprême (conseil comtal) composé d'ecclésiastiques, de barons et de jurisconsultes. Ce dernier prend le titre de Conseil souverain sous le règne du comte Aymon de Savoie. Après l'invasion de la Savoie par la France en 1536, François Ier de France institue un parlement de Savoie, installé au château de Chambéry et une politique « modéré(e) et respectueu(se) des droits et usages des populations », bien qu'il y ait eu aussi des abus. Les attributions du parlement sont de dépouiller les sacs à procès, mais qui en réalité « allaient d'ailleurs plus loin encore ; par la voie juridique, il arrivait à se mêler de tout » (Ménabréa).
En 1559, à la suite des traités du Cateau-Cambrésis, Emmanuel-Philibert rentre dans ses terres savoyardes. Il institue une Cour souveraine dite Sénat de Savoie, à Chambéry, à la suite de l'édit du 12 août 1559,. Cette nouvelle institution est confirmée par un second édit du 20 février 1560, signé à Nice, qui va perdurer jusqu'à l'annexion française du duché de Savoie par la France, de 1792 à 1814.
Le Sénat de Savoie est installé dans le couvent des Dominicains. Le bâtiment qui abrite l'actuel Palais de Justice est édifié pour accueillir l'institution et son organisation. Ce dernier est encore en travaux lors de l'Annexion du duché, en 1860. Le bâtiment accueille finalement la Cour d'appel, dont la création se substitue au Sénat de Savoie, résultat d'une négociation lors du traité de l'Annexion.
L'historien Robert Avezou résume ainsi son fonctionnement : « Ce corps de magistrats qui, pendant plus de deux siècles, incarna vraiment l'esprit de la vieille Savoie traditionaliste, travailleuse et raisonnable, fut un auxiliaire zélé (du duc) dans sa défense de l'État contre la propagande huguenote ».

## Organisation et composition
Les Sénateurs sont choisis parmi les meilleurs juristes du duché. La nomination au Sénat était anoblissante.
La composition du Sénat était, selon l'édit du 12 août 1559, la suivante :
- un Président,
- six sénateurs,
- un Avocat et Procureur général de S. A.,
- deux greffiers et secrétaires, l'un dédié au civil et l'autre au criminel.

L'organisation interne de cette institution fut initiée par l'État français dans un premier temps, sous la conduite du juriste Celse Morin, puis reprise et améliorée par des décisions des Ducs de Savoie. La délimitation des pouvoirs du Sénat de Savoie n'étant pas tranchée de façon rigoureuse, une grande liberté fut offerte aux sénateurs pour leur organisation interne. La création de cette cour de justice (qui décidait en dernier ressort), dotée d'un rôle politique, est un outil de centralisation du pouvoir en Savoie (cf. le rôle double du Conseil d'État).
Le Sénat de Savoie ayant acquis une souveraineté de par le Duc de Savoie, le premier président (nommé par le Prince parmi les sénateurs en poste) gouvernait le duché en l'absence du représentant du Prince.
Lors de chaque session un cérémonial impressionnant et très précis fut décidé pour les apparitions en public, apportant au passage un grand prestige au Sénat et à ceux qui le composent.

### Premiers présidents du Sénat de Savoie

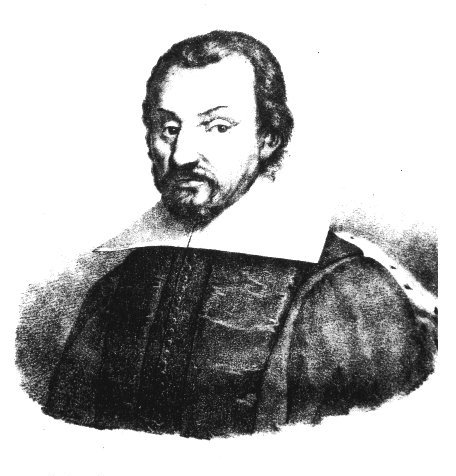
le président du Sénat de Savoie Antoine Favre.

Le plus célèbre des Premiers présidents reste le Président Antoine Favre qui entre au Sénat en 1587 et qui en devient le président en 1608.

## Compétences

### Compétence judiciaire
Le Sénat de Savoie est chargé de rendre la justice au nom du Duc de Savoie. Dans un premier temps, il fut essentiellement chargé du rôle de chambre d'appel des décisions du premier degré. Outre ce rôle de Juge de second degré, il fut également juge de cassation, en dernier ressort en matière criminelle, pouvant aller jusqu'à l’application de la peine capitale. Il fournissait une aide juridictionnelle gratuite aux plus miséreux dans le cadre de la réhabilitation de l’ancien Bureau des pauvres créé à l'origine par Amédée VIII.

### Compétence administrative
En matière administrative, il prend part à la réglementation de la sécurité générale, du respect des bonnes mœurs et de la police urbaine.

### Compétence ecclésiastique
Il assuma un rôle de promulgation de décrets dans le cadre de ses relations avec le Saint-Siège de l’Église catholique romaine, afin de pallier l'ignorance de la hiérarchie ecclésiastique régionale.

### Compétence législative
Par le biais de ses décisions prises dans le cadre de ses compétences initiales, très vite le Sénat de Savoie devint, dans les faits, une véritable chambre législative et constituante. La supériorité de ses décisions reconnue par l'ensemble des corps de métiers en rapport avec la justice, à savoir les huissiers, les avocats et les notaires, le Sénat apporta une jurisprudence civile abondante et cohérente, plus basée sur l'équité que l'application pure du droit décidée par les Ducs de Savoie surtout.

### Rôle diplomatique
Le Sénat de Savoie peut exercer un rôle de remontrance. Cette institution bénéficie d'une importante confiance auprès du pouvoir central, dont il est un des conseillers les plus écoutés et régulièrement consulté. Vivier de hauts fonctionnaires, les sénateurs remplissent, lorsque les circonstances l'exigent, des missions diplomatiques de tout ordre. Il est appelé à faire des propositions de lois afin d’infléchir la politique menée à Turin devenue au lendemain de l'occupation française du XVIe siècle, la nouvelle capitale des États de Savoie au détriment de Chambéry.

## Cour d’appel
Par les aléas de l'histoire, le Sénat de Savoie est parfois malmené, devenant au besoin défenseur des intérêts locaux lors d'occupations étrangères, puis d'autres fois contesté et même supprimé comme durant les années 1792-1793. Réapparu sous la restauration, l’antique Sénat de Savoie est transformé par l'édit de 1848 en une simple cour d’appel, qui est maintenue par l’État français en 1860, après l'annexion de la Savoie par le traité de Turin, devenant la cour d'appel de Chambéry.

### Fonds
- « Fonds des juridictions : Parlement et Sénat de Savoie, juridictions subalternes », Série B, sur le site des Archives départementales de la Savoie